# Ернст Лудвиг фон Хунолщайн
Ернст Лудвиг фон Хунолщайн (на немски: Ernst Ludwig Vogt von Hunolstein; * 17 ноември 1644; † 3 септември 1716) е благородник от „младата линия“ на род „фогт фон Хунолщайн“, фогт на замък Хунолщайн в Морбах в Хунсрюк (Рейнланд-Пфалц), господар на Зьотерн (днес в Нофелден) и Цюш/Цуш в северен Саарланд.
Той е син на фогт Ото Филип Кристоф фон Хунолщайн (1615 – 1681), господар на Зьотерн, и първата му съпруга София Барбара фон Дегенфелд († 18 март 1645), дъщеря на Кристиан Вилхелм фон Дегенфелд и Анна Урсула фон Люцелбург. Внук е на фогт Йохан Адам фон Хунолщайн († 1636) и Барбара Фелицитас Екбрехт фон Дюркхайм († сл. 1631). Баща му Ото Филип Кристоф се жени втори път 1650 г. за Мария Маргарета фон Геминген (1631 – 1691), дъщеря на Райнхард 'Учения' фон Геминген (1576 – 1635) и Розина Мария фон Хелмщат († 1645).
Фамилията фон Хунолщайн наследява през 1575 г. господството Зьотерн и построява дворец.
Ернст Лудвиг фон Хунолщайн е издигнат на господар на Цюш и Зьотерн. Той дава нареждане на белгийски инженер да построи и реновира железните предприятия в Зьотерн и Цюш.
Ернст Лудвиг фон Хунолщайн умира бездетен на 71 години на 3 септември 1716 г. и е погребан в Нидерзьотерн. С него измира „линията Зьотерн“ на род „Фогт фон Хунолщайн“.
Според завещание наследници стават от женската линия сродените фрайхерен (1764 г. графове) Екбрехт фон Дюркхайм, потомците на сестра му Магдалена Катарина фон Хунолщайн (1641 – 1671), омъжена на 20 февруари 1662 г. за фрайхер Волф Фридрих Екбрехт фон Дюркхайм (1622 – 1698).

## Фамилия
Ернст Лудвиг фон Хунолщайн се жени на 12 август 1678 г. във Вормс за Мария Сибила фон Геминген (* 2 септември 1653, Шпайер; † 8 юли 1716), дъщеря на Волф фон Геминген и Анна Маргарета фон Валбрун. Бракът е бездетен.